# Hubertus Knabe

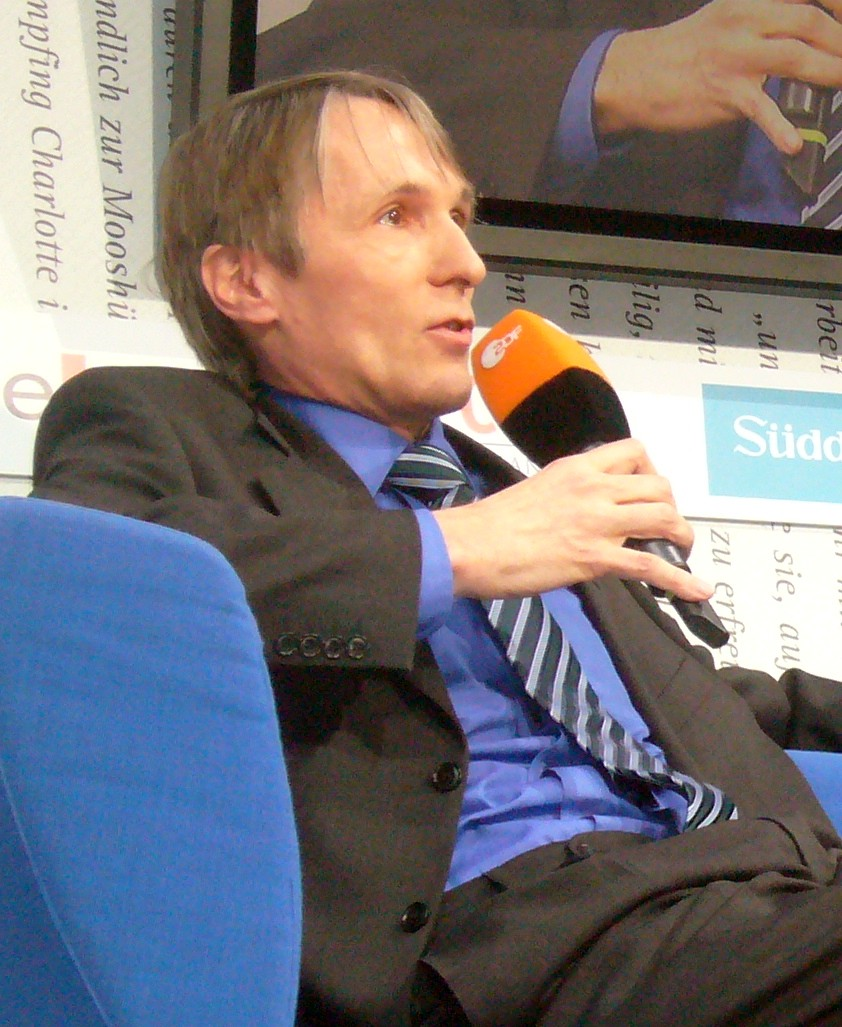
Hubertus Knabe (2009)

Hubertus Wilhelm Knabe (* 19. Juli 1959 in Unna) ist ein deutscher Historiker. Er war Direktor der Gedenkstätte Berlin-Hohenschönhausen von deren Gründung im Jahr 2000 bis zu seiner Abberufung am 25. November 2018 und ist heute an der Julius-Maximilians-Universität Würzburg beschäftigt. Knabes Veröffentlichungen widmen sich dem Ministerium für Staatssicherheit (MfS) der DDR, der Westarbeit der SED, den Oppositionsbewegungen im Ostblock, der ostdeutschen Nachkriegsgeschichte sowie der Aufarbeitung der SED-Diktatur.

## Familie und Ausbildung
Hubertus Knabe ist der jüngste Sohn des Forstwissenschaftlers Wilhelm Knabe und dessen Ehefrau. Seine Eltern flohen 1959 mit den drei älteren Geschwistern aus der DDR in die Bundesrepublik und zogen nach Unna, wo Hubertus geboren wurde. Er wuchs in Mülheim an der Ruhr auf und bestand dort 1978 das Abitur. Danach studierte er bis 1983 Geschichte und Germanistik an der Universität Bremen. 1985 bis 1987 studierte er als Stipendiat des DAAD in Budapest. 1988 leitete er die Evangelische Akademie in Berlin (West). 1990 promovierte er an der FU Berlin über „Möglichkeiten und Grenzen gesellschaftlicher Problemartikulation in sozialistischen Systemen. Eine vergleichende Analyse der Umweltdiskussion in der DDR und Ungarn.“ Anfang der 1990er Jahre war er DAAD-Lektor an der Universität Ljubljana in Slowenien.

## Frühe politische Tätigkeiten
Knabes Vater war 1978 bis 1980 an der Gründung der Partei Die Grünen beteiligt. Er selbst gründete 1978 in Bremen ein Komitee für die Freilassung des DDR-Dissidenten Rudolf Bahro und engagierte sich in der damaligen Friedensbewegung. Durch Angehörige erhielt er Kontakt zu kirchlichen Friedenskreisen in der DDR und lernte dort seine spätere Frau kennen. Nachdem er verbotene politische Literatur in die DDR eingeschleust hatte, verbot diese ihm ab 1980 die Einreise. 1981 durften seine Freundin und ihr Sohn aus der DDR ausreisen. Von 1983 bis 1985 war Knabe Pressesprecher der Grünen Liste in Bremen. In den 1980er Jahren beriet er die Grünen im Bundestag in deutschlandpolitischen Fragen.
1992 erfuhr er aus seiner Stasiakte, dass der mit ihm und seiner Frau befreundete, damals 50-jährige Pfarrer Frank Rudolph aus Herzfelde im Kreis Templin als inoffizieller Mitarbeiter „Klaus“ den Bücherschmuggel und fluchtwillige DDR-Bürger an das MfS verraten hatte. Nach einer Gegenüberstellung zeigte sich Rudolph selbst an und wurde wegen Spionage zu einer Bewährungs- und Geldstrafe verurteilt. Von da an widmete sich Knabe der Enttarnung oder Bloßstellung früherer MfS-Spitzel.

## Mitarbeiter der BStU-Behörde
Von 1992 bis 2000 arbeitete Knabe in der Forschungsabteilung des Bundesbeauftragten für die Stasi-Unterlagen (BStU). Dort war er auch lange Zeit Mitglied des wissenschaftlichen Begleitgremiums der Stasi-Unterlagen-Behörde.
Nach Angaben von Christoph Links verkaufte Knabe im Jahr 2000 einen Band über die Westarbeit des MfS, der exklusiv im Ch. Links Verlag erscheinen sollte, parallel an einen anderen Verlag. Dieser Vertragsbruch habe dazu geführt, dass sein Verlag die Zusammenarbeit mit der Behörde an deren Forschungsreihe einstellte.
Nach Angaben des Historikers Karsten Krampitz setzte der BStU-Leiter Joachim Gauck Knabe als Sachgebietsleiter ab. Gaucks Nachfolgerin Marianne Birthler wollte Knabe entlassen, weil er in vielen Fällen unbelegte IM-Vorwürfe gegenüber westdeutschen Journalisten erhoben hatte.
2007 kritisierte Knabe die Behörde: Sie habe die Rosenholz-Dateien nur zögernd herausgegeben, die Zusammenarbeit früherer Bundestagsabgeordneter mit dem MfS zu erforschen verweigert, Stasi-Überprüfungen in Deutschland weitgehend abzuschaffen versucht und ehemalige MfS-Mitarbeiter beschäftigt. Das Stasi-Unterlagen-Gesetz gewähre Betroffenen private Akteneinsicht, halte aber das riesige Netz der übrigen IMs geheim. Die BStU-Forschungsabteilung forsche weitgehend nichtöffentlich, beachte wirkliche Stasiverbrechen kaum und habe nicht einmal das eigene Archiv erschlossen, so dass viele Personendossiers noch unentdeckt seien. Deshalb solle die BStU ihre Stasi-Unterlagen dem Bundesarchiv übergeben. Die BStU könne Anträge auf private Akteneinsicht und Stasi-Überprüfungen wie bisher bearbeiten. Eine Abwägungsklausel statt komplizierter Anonymisierung solle Forschung und Medien den Zugang zu den übrigen Akten erleichtern. Der BStU-Etat müsse gezielt zur wirksamen Aufklärung des SED-Unrechts dienen. BStU-Forscher könnten die Arbeit von Gedenkstätten und Bildungseinrichtungen unterstützen. „Erst wenn die kommunistische Diktatur den Deutschen ähnlich präsent ist wie das verbrecherische Regime der Nationalsozialisten, ist die Aufarbeitung der Hinterlassenschaften von Stasi-Minister Erich Mielke wirklich gelungen.“
Der BStU-Beirat und Bürgerrechtler Richard Schröder wies Knabes Kritik zurück: Seit er die BStU-Behörde im Streit um deren Veröffentlichungsregeln verlassen habe, engagiere er sich stärker gegen sie als für eine Ausstellung in seiner Gedenkstätte. Seine Vorwürfe seien falsch: Die Eigenart der MfS-Akten und die Rechtslage erforderten Zugangsschranken, egal wo die MfS-Akten lägen. Weil das Stasi-Unterlagen-Gesetz dem Opferschutz Vorrang gebe, müsse dann auch das Bundesarchiv Akten schwärzen, geheim halten und dazu Mitarbeiter ausbilden. Die BStU-Behörde dürfe nur Namen tatsächlicher, nicht mutmaßlicher IMs herausgeben. Sie habe die Enttarnung von West-IMs nicht blockieren können, da deren Akten 1989/90 vernichtet wurden. Die wenigen geretteten West-Dateien, etwa Rosenholz, verzeichneten Quellen, keine IM-Namenslisten. Die Studie dazu (Helmut Müller-Enbergs: Rosenholz. Eine Quellenkritik) sei 2007 fertiggestellt und im Internet veröffentlicht worden. Die BStU-Leiterin habe dem seit 1991 vorgesehenen allgemeinen Auslaufen der Stasi-Überprüfungen widersprochen. Die von der Behörde beschäftigten früheren Stasimitarbeiter seien als Objekt- und Personenschützer übernommen und nachträglich überprüft worden. Die Behörde habe bisher 75 Prozent der Stasiakten archivarisch erschlossen; auch das Bundesarchiv könne dies nicht schneller leisten. Das Stasi-Unterlagen-Gesetz solle Aufklärung nicht verhindern, müsse aber das verfassungsmäßige Recht auf informationelle Selbstbestimmung und den Schutz der Privatsphäre eingeschränkt auch für Täter gelten lassen. Knabe wolle wohl „statt einer rechtsstaatlichen Behörde lieber eine Inquisitionsbehörde, ein veröffentlichtes Namensverzeichnis aller IM und jede Menge Verbote. Da soll er mal aufpassen, dass er seinem Gegner nicht allzu ähnlich wird.“ Nur wenn die BStU-Behörde nicht demontiert werde, könne sie Geschichtsfälschungen ehemaliger Stasikreise effektiv bekämpfen.

## Leiter der Gedenkstätte Hohenschönhausen

### Geschichtspolitische Linie
Seit dem 1. Dezember 2000 war Knabe wissenschaftlicher Direktor der Gedenkstätte Berlin-Hohenschönhausen im ehemaligen zentralen Untersuchungsgefängnis der Staatssicherheit. Zum Amtsantritt betonte Knabe, die Aufarbeitung des Nationalsozialismus solle Vorbild für die Auseinandersetzung mit der SED-Diktatur sein. „Mit Hohenschönhausen haben wir einen Verfolgungsort der letzten Diktatur fast unversehrt überliefert, dem eine wirklich nationale Bedeutung zukommt. Das ist, wenn man das überhaupt vergleichen kann, das Dachau des Kommunismus.“ In Zukunft werde man die beiden großen Diktaturen des 20. Jahrhunderts viel enger als gewohnt zusammendenken und beide Systeme „ähnlich fassungslos betrachten“. Es gebe viele gemeinsame Quellen und Parallelen dieser Massendiktaturen. Beide totalitären Gesellschaftsentwürfe seien aus einer Demokratiefeindlichkeit der Industriegesellschaft entstanden. Die Gedenkstätte sei vor allem für die Opfer der DDR da und müsse deren Erfahrungen weitergeben, um nachwachsende Generationen gegen Wiederholungsversuche zu immunisieren. Dazu sei zuerst eine ständige Ausstellung aufzubauen, am besten anhand von Einzelschicksalen. Ferner könne man mehrtägige Geschichtswerkstätten einrichten und einen Teil des Gebäudes zu Übernachtungszwecken umbauen. Eine moderne Ausstellungsdidaktik sei anzustreben. Erinnerung, Opfergedenken und Forschung seien gleichermaßen zu verfolgen.
Laut dem Historiker Karsten Krampitz wurde Knabe „wegen der Art seiner Inszenierung … seines undifferenzierten Anprangerns des Unrechtsstaats DDR und der Unterstützung der SED-Opferverbände zum Direktor der Gedenkstätte Hohenschönhausen berufen“. Er habe viel mehr ehemalige DDR-Häftlinge in die Erinnerungsarbeit einbezogen als andere Gedenkstätten und die Forschung, Dokumentation und Geschichtsvermittlung nach wissenschaftlichen und pädagogischen Standards vernachlässigt. Der Gedenkstätte fehlten begleitende Informationsmaterialien und Ausstellungen, die die einseitige opferzentrierte Geschichtsvermittlung in einen übergeordneten historischen Kontext setzten. Darum habe die Kulturwissenschaftlerin Carola S. Rudnik Knabes Kurs in ihrer Dissertation als „pro-aktive“ antikommunistische Geschichtspolitik kritisiert.

### Debatte um Geschichtsrevisionismus und AfD-Nähe
In einem Interview im Mai 2018 nannte der Gedenkstättenführer und ehemalige DDR-Häftling Siegmar Faust die Haftstrafe für den Holocaustleugner Horst Mahler „unerträglich“ und stellte die Zahl von sechs Millionen jüdischen Holocaustopfern in Frage. Zudem sagte er, man dürfe die Erinnerung an die NS-Verbrechen „nicht übertreiben“ und „wenige“ in Hohenschönhausen dächten anders. Daraufhin entließ Knabe ihn und betonte, Fausts Aussagen entsprächen in keiner Weise der Meinung der Stiftung, sondern schädigten deren Arbeit. Sie trete auf der Basis der unantastbaren Menschenwürde „für eine konsequente Aufarbeitung beider Diktaturen“ ein. Er habe Faust wegen eines unerlaubten Interviews zu „stiftungsfremden Themen“ in der Gedenkstätte entlassen, nicht wegen dessen politischer Einstellung. Knabe kündigte an, „Rechtsextremismus und Fremdenfeindlichkeit“ zum Veranstaltungsthema zu machen und nach einem Zusammenhang zwischen „40 Jahren SED-Diktatur und antidemokratischen Einstellungen in der Gegenwart“ zu fragen. Dabei wolle er auch von der DDR politisch Verfolgte auftreten lassen, „die von einigen Medien pauschal in die rechtsextreme Ecke gestellt werden“.
Der Historiker Jens Gieseke, ein Mitglied des Stiftungsbeirats, bezweifelte, dass Fausts Haltung wie von Knabe behauptet ein Einzelfall sei. Ihn sorge „die wachsende Nähe der Gedenkstätte Hohenschönhausen zur AfD und ihrem Rechtspopulismus“. Die Gedenkstätte müsse sich klar vom Geschichtsrevisionismus abgrenzen und die Zusammenarbeit mit NS-Gedenkstätten suchen, damit die Neue Rechte sie nicht „ausspielen“ könne. Dass der Vorsitzende des Fördervereins der Gedenkstätte Jörg Kürschner in der Wochenzeitung Junge Freiheit regelmäßig „begeisterte Artikel über den Aufstieg der AfD“ schreibe, sei mit dem Gedenkstättenauftrag unvereinbar. Kürschner hatte die Stiftung als Chance für die AfD beworben, „ihr Netzwerk zu verbreitern und die Debattenkultur zu erweitern.“ Die Vorgänge zeigten laut Christian Booss (Die Tageszeitung) einen wachsenden Einfluss von Rechtspopulisten in DDR-Opferverbänden und deren Anfälligkeit für Geschichtsrevisionismus. So habe der Förderverein der Gedenkstätte trotz Protest den Chef der Berliner AfD Georg Pazderski aufgenommen. Robert Klages (Tagesspiegel) bemängelte, dass Knabe „parteipolitische Neutralität“ behaupte und von seinen Mitarbeitern erwarte, jedoch vor allem die Linkspartei kritisiere, nicht aber die AfD.
Wegen der wachsenden Kritik setzte Knabe die Zusammenarbeit der Stiftung mit ihrem Förderverein im August 2018 aus. Der Historiker und BStU-Forschungsleiter Ilko-Sascha Kowalczuk bezweifelte, dass Knabe nicht mehr mit Kürschner zusammenarbeite. Knabe führe die wichtigste Berliner Gedenkstätte für die Verbrechen des Kommunismus wie einen Privatverein. „Alle wissen das, und keiner schreitet ein. Jeder, der Knabe und seine Gedenkstättenpolitik kritisiert, wird als Verharmloser und Stasi-Freund, bestenfalls Diktaturgeschädigter hingestellt.“ Das müsse beendet, die Arbeit der Gedenkstätte müsse von Experten bewertet und neu gestaltet werden. Kultursenator Klaus Lederer (Die Linke) hielt sich dagegen mit Kritik an Knabe zurück und verteidigte ihn gegen den Verdacht, die Gedenkstätte werde von der AfD unterwandert.

### Vorwürfe zur Amtsführung
Nach Recherchen des Tagesspiegels erhielt der Berliner Senat seit 2013 Klagen über Knabes Amtsführung. Bis dahin hatte die Gedenkstätte ihren Verwaltungsleiter sechsmal gewechselt. Im September 2013 forderte der Senat Knabe auf, sich stärker um Führung, zufriedene Mitarbeiter, Weiterbildungen und Lehrgänge zu kümmern.
Im Oktober 2014 berichtete eine Volontärin der Senatsverwaltung schriftlich, der Vizedirektor der Gedenkstätte Helmuth Frauendorfer habe sie sexuell belästigt. Im Dezember 2015 erhielt der Stiftungsrat den Bericht. Im Februar 2016 informierte dessen Vorsitzender Tim Renner Knabe über die Vorwürfe und wies ihn an, sexuelle Belästigung künftig zu unterbinden. Im März 2016 berichtete Knabe, er habe Frauendorfer ausführlich ermahnt, und bat um neue Volontärinnen. Im November 2016 sagte Renner diese zu, verlangte aber, sie nicht in Frauendorfers Bereich „politische Bildung“ einzusetzen. Der neue Kultursenator Klaus Lederer bewilligte der Gedenkstätte ab 1. April 2017 ein neues Volontariat mit der Auflage seines Vorgängers. Im Dezember 2017 beschwerte sich die neue Volontärin über Frauendorfer; sie war ihm entgegen der Auflage unterstellt worden. Im Januar 2018 informierte der Senat Knabe, die Volontärin werde wegen ähnlicher Vorfälle wie 2014 abgezogen.
Im Februar 2018 bestritt Knabe die sexuelle Belästigung und verlangte Beweise, da sonst üble Nachrede und Verleumdung vorliegen könnten. Im März drohte er mit einer Strafanzeige, falls die Kulturverwaltung ihm keine Details liefere. Die Senatsverwaltung lehnte dies ab, um die Identität der Zeugin und die Möglichkeit, Diskriminierung am Arbeitsplatz zu melden, zu schützen. Die Behörde wies Knabe auf das Gleichbehandlungsgesetz für seine Mitarbeiter hin und empfahl ihm mit den Stiftungsgremien abgestimmte Schutz- und Präventionsmaßnahmen für Frauen in der Gedenkstätte. Nach Senatsangaben reagierte er nicht darauf und teilte dem Stiftungsrat nur den Abzug der Volontärin, nicht die Gründe dafür mit. Am 11. Juni 2018 informierte Lederer den Stiftungsrat über diese Gründe. Der Rat beauftragte Knabe, ein Präventionskonzept gegen Mobbing, Diskriminierung und sexuelle Belästigung vorzulegen. Am 12. Juni berichteten sechs Frauen in einem Brief an Lederer von sexuellen Übergriffen und baten um Vertraulichkeit, da Knabe für sie „Teil des Problems“ sei. Nach einem Gespräch mit den Frauen beauftragten Lederer und Bundeskulturstaatsministerin Monika Grütters (CDU) am 14. Juni eine Rechtsanwältin damit, die Frauen anzuhören und ihre Vorwürfe zu prüfen. Die Anwältin stellte fest, die Vorwürfe seien „substanziiert“. Am 6. August 2018 informierten Lederer und Grütters Vertreterin im Stiftungsrat Knabe persönlich darüber und luden Frauendorfer zu einer Anhörung ein. Dabei räumte dieser sein Fehlverhalten ein; Knabe erhielt das Protokoll der Anhörung einige Wochen später. Laut Lederer ergriff Knabe weiter keine Aufklärungs- und Schutzmaßnahmen, bat ihn aber schriftlich um eine vertrauliche Lösung. Nachdem zwei weitere Frauen von sexueller Belästigung berichtet hatten, sprach Lederers Staatssekretär Torsten Wöhlert am 27. August mit Knabe.
Danach wandten sich die Frauen an die Medien. Daraufhin fragte der Rundfunk Berlin-Brandenburg Knabe nach den Vorwürfen. In zwei Pressemitteilungen nannte er sexuelle Belästigung ein „absolutes No-Go“, versprach, alles aufzuklären, und traf eine Dienstvereinbarung zum respektvollen Umgang. Am 24. September 2018 beurlaubte er Frauendorfer, was ihm laut Stiftungsrat nicht zustand. Am selben Tag berichtete eine weitere Frau der Kulturverwaltung von Belästigung, diesmal auch durch Knabe selbst. Daraufhin traf sich der Stiftungsrat am 25. September zu einer Sondersitzung, bei der Knabe zu allen Vorwürfen und seinem Umgang damit Stellung nahm. Danach teilte der Stiftungsrat ihm mit, man habe einstimmig beschlossen, ihn zu beurlauben und zu entlassen.

### Kontroverse zur Entlassung
Am 25. September 2018 gab der Stiftungsrat in einer Pressemitteilung bekannt, man habe die Vorwürfe zu Belästigungen und strukturellem Sexismus besprochen und einstimmig beschlossen, neben Frauendorfer auch Knabe zu kündigen, weil man kein Vertrauen habe, dass er den „dringend notwendigen Kulturwandel“ in der Gedenkstätte einleiten werde und glaubhaft vertreten könne.
Der Beschluss löste eine Kontroverse aus. Die FAZ meinte, Knabe habe keine Chance zur Stellungnahme erhalten. Der Berliner CDU-Politiker Kai Wegner warf Lederer vor, er habe Knabes Aufklärung der Vorwürfe gegen Frauendorfer abgeblockt. Knabe bestritt, dass in der Gedenkstätte ein „Klima der Angst und des Mobbings geherrscht“ habe; er habe alle Mitarbeiter „immer fair und respektvoll behandelt“. Vier Mitglieder des wissenschaftlichen Stiftungsbeirats (Heidi Bohley, Freya Klier, Edda Schönherz und Barbara Zehnpfennig) nannten Knabes Kündigung in einem offenen Protestbrief eine „politische Strafaktion“. Am 10. Oktober 2018 traten Bohley, Klier und Zehnpfennig aus dem Beirat aus. Sie warfen dessen Vorsitzenden Dieter Dombrowski (CDU) Amtsanmaßung vor: Er habe eine Aussprache mit Knabe im Beirat eigenmächtig verschoben und diesem Informationen vorenthalten. Sie erklärten Knabes Kündigung aus politischen Interessen der CDU an einer Zusammenarbeit mit der Linkspartei. Knabe sei der schärfste Kritiker einer solchen Zusammenarbeit. Auf die Sexismusvorwürfe und Knabes Umgang damit gingen sie nicht ein. Dombrowski erklärte dagegen, er habe den Termin einvernehmlich verschoben, damit Marianne Birthler als Vertrauensperson des Stiftungsrats teilnehmen konnte. Der Beirat sei laut Satzung nicht für Personalien zuständig und habe alle ihn angehenden Informationen rechtzeitig erhalten. Der Beirat könne Knabe anhören oder die zurückgetretenen Mitglieder könnten ihn direkt fragen, warum er sie nie über die Belästigungsvorwürfe und Senatsanweisungen dazu informiert habe. Auch Monika Grütters wies Mutmaßungen, Knabes Kündigung sei parteipolitisch oder ideologisch motiviert, als unbegründet zurück. Der Stiftungsrat betonte, Knabe habe die Missstände über Jahre geduldet und gefördert und Anweisungen, weitere Vorfälle zu verhindern, nicht befolgt.
Am 10. Oktober 2018 kritisierten die sechs betroffenen Frauen in einem weiteren offenen Brief den Verlauf der Debatte: Dabei gehe es kaum noch um ihre Erfahrungen. Knabes Unterstützer reagierten mit „Abwehrreflexen und Leugnungsstrategien“, blendeten das Verhalten von Vorgesetzten aus und förderten so eine „Kultur des Wegschauens, des Deckens und der Verharmlosung dieser Vorgänge“. Dies schütze die Verantwortlichen, nicht die Betroffenen. Die Belästigungen und Grenzüberschreitungen seien „Teil der bestehenden Machtstrukturen in der Gedenkstätte“. Eine Anlaufstelle für Betroffene hätte schon nach den ersten Vorwürfen 2016 geschaffen werden müssen. Bis heute hätten die Verantwortlichen „kein Wort des Bedauerns oder gar der Entschuldigung“ geäußert. Die Autorinnen wünschten sich „eine größere Sensibilität für alltäglichen Sexismus, Belästigungen und Machtstrukturen“ und ermutigten andere Mitarbeiterinnen der Gedenkstätte, ebenfalls über ihre Erfahrungen zu sprechen.
Am 11. Oktober 2018 reichte er eine Kündigungsschutzklage ein und erwirkte im November 2018 eine einstweilige Verfügung gegen seine Freistellung. Am 25. November 2018 berief der Stiftungsrat ihn mit sofortiger Wirkung als Vorstand und Direktor der Gedenkstätte ab. Festgestellte Rechtsverstöße, Pflichtverletzungen und eine „Zerrüttung des Vertrauensverhältnisses“ schlössen seine weitere Amtsausübung aus. Am 26. November bezog Knabe erneut sein Büro in der Gedenkstätte, musste es aber mittags wieder verlassen, weil das Landgericht Berlin die einstweilige Verfügung vorerst aussetzte.
Seit September 2013 war Knabe auf Twitter aktiv, wo er sich unter anderem in Auseinandersetzungen über seine eigene Person zu Wort meldete und sich gegen die Vorwürfe verteidigte. Der stellvertretende Vorsitzende der CDU/CSU-Bundestagsfraktion und Sprecher der ostdeutschen Landesgruppen Arnold Vaatz behauptete in einem offenen Brief, Lederer habe Knabes Ablösung mit „nahezu krimineller Energie“ geplant, dazu Gerichte unter Druck gesetzt und ihn verfassungswidrig entlassen. Für die Sondersitzung des Stiftungsrats habe Birthler eilig einen Bericht über die Angst von Mitarbeiterinnen angefertigt und dazu anonyme Vorwürfe benutzt. Dies erinnere an „die denunziatorischen Methoden“ von Diktaturen. Der „inszenierte Enthauptungsschlag“ diene der Linkspartei dazu, das Gedenken an die SED-Diktatur weichzuspülen. Grütters und Dombrowski hätten an dieser „politischen Intrige zur Gleichschaltung der Gedenkstätte“ mitgewirkt. Lederer, Grütters und Dombrowski wiesen die Vorwürfe zurück.
Am 4. Dezember 2018 erklärten 41 freie Gedenkstättenmitarbeiter, Knabes Abberufung sei angesichts der Sachlage notwendig gewesen. Sie könnten sich keine Weiterarbeit unter ihm vorstellen. Am 5. Dezember legte Marianne Birthler ihren vom Stiftungsrat beantragten Abschlussbericht zu den Vorwürfen vor: In vertraulichen Gesprächen hätten nur wenige von 36 Mitarbeitern ein problemloses Arbeitsverhältnis zu Knabe bezeugt. Die weitaus meisten hätten „massive Kritik“ an seinem Führungsstil geübt und „keine interne Kommunikation“, „Mangel an Wertschätzung“, Benutzung als reine „Erfüllungsgehilfen“, Gängelung, Benutzen von Zeitzeugen als „Attraktionspferd“ beklagt. Sexuelle Belästigung sei seit Jahren intern ein Thema gewesen. Auch weil Knabe den Personalrat gebeten habe, Beschwerden nicht zu verwenden, habe dazu der Mut gefehlt. Er sei nicht gegen das Fehlverhalten vorgegangen, habe sich selbst immer wieder unangemessen zu Frauen verhalten und auch versucht, sie einzuschüchtern. Diese Führungsmängel hätten ein Klima des Misstrauens erzeugt, Eigeninitiative und Selbstvertrauen der Mitarbeiter beschädigt. Knabe habe seit Jahren auch dem Bild der Gedenkstätte in der Wissenschaft geschadet, sie nur für seine politischen Botschaften benutzt und auch Stasiopfern keine festen Verträge und Entfaltungsmöglichkeiten geboten. Die Zuteilung von Führungen sei teilweise vom Wohlverhalten abhängig gewesen. Die Aussicht, dass er zurückkomme, habe „überwiegende Angst“ erzeugt.
Mehr als 40 frühere DDR-Bürgerrechtler, Historiker, Gedenkstättenmitarbeiter und Zeitzeugen kritisierten Vaatz: Gerichte als Teil einer „linken Verschwörung des Stiftungsrats“ darzustellen, bediene sich „rechtspopulistischer Argumentationsfiguren“ und stelle den Rechtsstaat in Frage. Die Gedenkstätte sei nur eine Facette der DDR-Aufarbeitung. Ihre künftige Leitung solle befristet, die Mitarbeiter sollten in die inhaltliche Arbeit einbezogen, ein hoher wissenschaftlicher Standard müsse gewährleistet werden. Weil aktuell wieder mehr Menschen die „autoritäre und obrigkeitsstaatliche Führung eines Gemeinwesens“ begrüßten, sei jeder Ort wichtig, der an die möglichen Folgen dieser Haltung erinnert. Damit kritisierten sie Knabes Kurs, sich als bekanntesten Anwalt der SED-Opfer zu präsentieren und die Gedenkstätte danach auszurichten. Der Historiker Ilko-Sascha Kowalczuk meinte, die Gedenkstätte habe unter Knabe eine Überwältigungsstrategie entwickelt, die an die einseitige Gedenkstättenpädagogik von DDR-Einrichtungen erinnere. Knabes Ablösung sei eine Chance, die DDR-Aufarbeitung neu aufzustellen. Er habe kein Bedauern für die von den Übergriffen betroffenen Frauen gezeigt: „Von jemandem, der sich professionell mit Aufarbeitung von Schuld beschäftigt, ist das das Mindeste, was man erwarten dürfte.“ Die Kündigung sei kein Racheakt, sondern ein politisches Zeichen gegen Sexismus gewesen.
Bis zum 14. Dezember 2018 einigten sich Knabe und die Senatsverwaltung auf einen Vergleich, über dessen Inhalt nichts bekannt wurde.
Am 20. Februar 2020 setzte das Abgeordnetenhaus von Berlin auf Antrag von CDU und FDP einen parlamentarischen Untersuchungsausschuss zur „Aufklärung der Ursachen, Konsequenzen und der Verantwortung für Fehlentwicklungen an der Gedenkstätte Berlin-Hohenschönhausen“ in den Amtszeiten der Kultursenatoren Klaus Wowereit, Michael Müller und Klaus Lederer ein. Der Ausschuss trat am 24. März 2020 zusammen.
Nach Angaben der Welt am Sonntag vom 4. Oktober 2020 soll Berlins Innensenator Klaus Lederer dem Ausschuss Dokumente vorenthalten haben, die der Berliner Senat gemäß dem Informationsfreiheitsgesetz Monate zuvor veröffentlicht hatte. Der Ausschuss habe jene Dokumente im März 2020 angefordert und sie am 22. September 2020 erhalten, zusammen mit 25 Ordnern vertraulicher Akten. Laut Kulturverwaltung war der Zeitplan der Aktenfreigabe jedoch mit dem Ausschuss abgesprochen. Laut Welt am Sonntag zeigten die Dokumente, dass Lederer schon seit seinem Amtsantritt im Dezember 2016 intern nach Gründen gesucht habe, Knabe disziplinarrechtlich zu belangen.
Am 18. August 2021 legte der Ausschuss seinen Ergebnisbericht vor, den das Abgeordnetenhaus im Plenum am 2. September 2021 beriet. Laut der Ausschussvorsitzenden Sabine Bangert bestätigt der Bericht massive Versäumnisse Knabes bei Schutz- und Fürsorgepflichten: Er habe übergriffiges Verhalten nicht unterbunden, sondern Frauendorfer aktiv beschützt und die Frauen mit ihren Klagen „allein gelassen“. Die Ausschussmitglieder der CDU, FDP und AfD dagegen hielten ihre Vorwürfe einer Intrige Lederers gegen Knabe fest.

## Autor zur Zeitgeschichte
Knabe sieht seine Aufgabe darin, die Geschichte der DDR aufzuarbeiten und einer kritischen Sicht darauf mehr öffentliche Geltung zu verschaffen. In dem Band „Die unterwanderte Republik“ (1999) versuchte er nachzuweisen, dass das MfS in der Bundesrepublik nicht nur defensiv Informationen beschaffte, sondern auch offensiv und steuernd auf die Politik einwirkte. Er nannte die Rosenholz-Dateien, die die USA 2003 an die Bundesrepublik übergab, als Beleg für eine großangelegte Unterwanderungsaktion des MfS mit Hilfe westlicher Journalisten. Ferner behauptete er, der Vertreter des NS-Staates und Kommentator der Nürnberger Gesetze Hans Globke sei ein „entschiedener Gegner des Nationalsozialismus“ gewesen. Seine Deutung der Rassegesetze habe Tausenden von sogenannten Mischlingen das Leben gerettet.
In dem Band „Der diskrete Charme der DDR“ (2001) untersuchte Knabe die Einflüsse des MfS auf bundesdeutsche Medien und vertrat die These, spätestens seit 1970 hätten die westdeutschen Medien das „klarsichtige“ politische Urteil zur DDR der 1950er-Jahre aufgeweicht und nicht mehr scharf verurteilt. Auf breiter Quellenbasis stellte er die verschiedenen Formen der MfS-Einflussnahme dar und listete 36 IMs unter westdeutschen Journalisten auf. Besonders sozialdemokratische Journalisten seien für die Kontaktarbeit anfällig gewesen, aber auch hochrangige konservative und rechtsextreme Journalisten wie Lutz Kuche. Obwohl das MfS die westdeutschen Medien in „vielfältiger Weise durchdrungen“ habe, sei die Veränderung des DDR-Bildes „nicht in erster Linie von Agenten bewirkt“ worden. Die IMs hätten eher der Informationsbeschaffung als der Einflussnahme gedient. Die Gründe für die zunehmende Akzeptanz der SED-Diktatur im Westen seien daher noch ungeklärt.
2007 veröffentlichte Knabe die Werke Gefangen in Hohenschönhausen und Die vergessenen Opfer der Mauer. Sie stellen bewusst die Oral History inhaftierter Zeitzeugen dar. Auch bei Sportlern forderte er, man solle sich „die Perspektive der Opfer zu eigen machen und von belasteten Kadern trennen“.
In seinem Werk Die Täter sind unter uns (2007) beschreibt Knabe eine Verdrängung und Verklärung der DDR-Geschichte. Strukturen der Stasi und der SED hätten in anderen Organisationen überlebt. Die PDS und mit deren Geldern Netzwerke der alten Stasikader hätten sich unter rechtsstaatlichen Bedingungen neu organisiert. Diese Thesen präzisierte er 2009 in seinem Werk Honeckers Erben. Darin wies er erneut auf personelle, programmatische und finanzielle Kontinuitäten zwischen SED, PDS und Linkspartei hin. Er warf der Partei vor, sich nicht kompromisslos von ihrer DDR-Vergangenheit zu distanzieren. Ein unzureichendes Engagement politischer Entscheidungsträger bei der Aufarbeitung der Staatssicherheit sei ein „gesamtdeutsches Phänomen“. Die DDR-Diktatur werde „zunehmend aus der Perspektive der Mitläufer oder gar der Täter bewertet“.
2009 war die frühere Stasitätigkeit des Westberliner Polizisten Karl-Heinz Kurras bekannt geworden, der 1967 den Studenten Benno Ohnesorg erschossen hatte. Daraufhin warf Knabe den 68ern vor, sie hätten Massenmörder wie Mao Zedong oder Hồ Chí Minh „vergöttert“ und „sich von der SED instrumentalisieren“ lassen. Die Stasi habe die Außerparlamentarische Opposition unterwandert und wesentlich beeinflusst.
2011 beriet Knabe die tunesische Übergangsregierung bei der gesellschaftlichen Aufarbeitung der dortigen Diktatur.
2013 forderte Knabe ein Verbot von politischen Symbolen des DDR-Regimes. DDR-Uniformen und Hoheitszeichen zur Schau zu stellen sei ein „achtloser Umgang mit Überbleibseln der kommunistischen Diktatur“.
2005 hatte Knabe den Begriff Tag der Befreiung für das Ende des Zweiten Weltkriegs am 8. Mai 1945 als zu undifferenziert abgelehnt. Ostdeutschland habe anders als Westdeutschland erst ab 1989 die Chance erhalten, eine Demokratie aufzubauen. Josef Stalin habe zwar entscheidend dazu beigetragen, das nationalsozialistische Regime militärisch zu besiegen, den Sieg aber dazu benutzt, seine eigene Diktatur zu errichten. 2015 kritisierte Knabe, dass der Landtag Brandenburg des Kriegsendes als jährlichen Tag der Befreiung gedenken wollte: „Das hat die DDR 1950 schon gemacht. Man setzt sozusagen eine Tradition fort, ohne hinzuzufügen, dass gerade Brandenburg ab dem 8. Mai 1945 ganz schlimme Sachen erlebt hat: die Vergewaltigungen, die Erschießungen von Zivilisten, die gar nichts getan hatten, die Lager wie Sachsenhausen.“ Damit werde ein undifferenziertes Geschichtsbild erzeugt.

## Weitere Tätigkeiten
Knabe ist Mitglied im Fachbeirat „Wissenschaft“ der Bundesstiftung zur Aufarbeitung der SED-Diktatur. Zudem gehört er dem Beirat für Zeitgeschichte der Konrad-Adenauer-Stiftung an.
Nach seiner Entlassung als Direktor der Gedenkstätte Berlin-Hohenschönhausen wurde Knabe wissenschaftlicher Mitarbeiter am Lehrstuhl für Neueste Geschichte der Universität Würzburg.
Im September 2023 erstattete Knabe eine Strafanzeige wegen einer Verfolgung Unschuldiger gegen die damalige Bundesinnenministerin Nancy Faeser (SPD): Sie habe ein Disziplinarverfahren gegen ihren Mitarbeiter Arne Schönbohm Monate lang grundlos fortgesetzt und dazu rechtswidrige Nachforschungen zu ihm angestoßen.

## Rezeption
Knabes früher Aufsatz Neue soziale Bewegungen im Sozialismus (1988) machte, wie Dieter Rucht im Handbuch Die sozialen Bewegungen in Deutschland schreibt, zum ersten Mal die oppositionellen Gruppen, die in der DDR „unter dem Dach der Kirche“ agierten, einer größeren Fachöffentlichkeit in Westdeutschland bekannt. Ab 1989 bildete er den „paradigmatischen Bezugspunkt“ für eine Reihe nachfolgender Arbeiten über die DDR-Bürgerbewegungen, die diese ebenfalls als Neue Soziale Bewegungen zu charakterisieren versuchten. Wie Christel Degen angibt, hatte Knabes Text nachhaltigen Einfluss auf die ersten Diskussionen westdeutscher Forscher über die DDR-Bürgerbewegungen; es sei einer der ersten Texte gewesen, die „zur Erklärung des Phänomens einer rasch anwachsenden und von den Sozialwissenschaften völlig unerwarteten Bürgerbewegung in Ostdeutschland“ beitragen konnten. In der von Knabes Aufsatz angestoßenen Kontroverse über die Übertragbarkeit des Konzepts „Neue Soziale Bewegung“ auf die DDR-Bürgerbewegungen wurde mehrfach kritisiert, Knabe habe dabei eine Reihe von Besonderheiten der Oppositionsgruppen und der DDR-Gesellschaft ausgeblendet.
Knabes Arbeiten zur DDR und ihren Institutionen werden teilweise kontrovers beurteilt. DDR-Opferverbände sehen in seiner Arbeit einen wichtigen Beitrag zur Erinnerung an das DDR-Unrecht. 2009 erhielt Knabe das Bundesverdienstkreuz. Bundespräsident Horst Köhler würdigte ihn dabei als einen der „konsequentesten Vertreter der Opfer der SED-Diktatur“.
Der damals an der BStU tätige Historiker Helmut Müller-Enbergs beurteilte Knabes Buch Die unterwanderte Republik von 1999 als „wenig geglückt“ und stellte einen Widerspruch zum Nachfolgeband Der diskrete Charme der DDR von 2001 heraus: Knabe selbst widerlege seinen Anfangsverdacht, das mildere bundesdeutsche DDR-Bild sei vor allem ein Werk von DDR-Agenten gewesen. Er habe seit Jahren bekannte Fälle nochmals gebündelt präsentiert. Besonders interessant sei, auf welchen Wegen die SED versteckte Propaganda in die Bundesrepublik lancierte, wie sie bundesdeutschen Medien bestimmte (auch zutreffende) Informationen nahebrachte und etwa Kampagnen gegen den Axel-Springer-Verlag förderte. Das Buch sei eloquent, unterhaltsam und populär.
Die Politologin Stefanie Waske lobte 2009, Knabes Werke stünden auf einem breiten Quellenfundament und zeugten von großem Detailwissen. Besonders seine Werke Der diskrete Charme der DDR und Die unterwanderte Republik seien für ihre wissenschaftliche Arbeit von großem Nutzen gewesen. Wolfgang Müller (Dickinson College) beurteilte Knabes Werke Die unterwanderte Republik und Die Westarbeit des MfS als langfristig gültige Standardwerke über die „Organisationsformen dieser Monsterorganisation“.
Der Historiker Wolfgang Wippermann verwies 2009 dagegen darauf, dass die von Knabe als Beleg genannten Rosenholzdateien gar keine Protokolle zur angeblichen Unterwanderung der Bundesrepublik durch das MfS enthielten. Knabes Behauptung sei ein „gezielter Bluff“ eines „Verschwörungsideologen mit gewissen neurotischen Zügen“ gewesen. Dadurch habe er das Wohlwollen seiner Vorgesetzten an der BStU verloren. Der Historiker Klaus Bästlein erklärte 2018, Knabes unbelegte Angaben zu Hans Globke seien historisch falsch. Damit habe Knabe die frühe Bundesrepublik von Schuldvorwürfen aus der DDR zu entlasten versucht. Der Historiker Karsten Krampitz betonte 2018, unter anderem wegen solcher unbelegten Thesen sei Knabe in der Geschichtswissenschaft stark umstritten. Er habe auch dem gesellschaftlichen Diskurs zur DDR-Geschichte nicht gedient, weil er andere besiegen, nicht überzeugen wolle. In Knabes Denken sei der SED-Staat ein seit den 1950er Jahren kaum verändertes statisches Gebilde. Sein Bild der „kommunistischen Gewaltherrschaft“ habe ihn gehindert, verschiedene Entwicklungsphasen der DDR-Geschichte zu beschreiben. Auch seine These einer flächendeckenden Unterwanderung der alten Bundesrepublik durch Stasi-Agenten sei sehr fragwürdig. Knabes Streben, SED-Opfer mit NS-Opfern gleichzustellen, laufe auf eine Relativierung der NS-Geschichte hinaus und sei nur möglich, indem man Holocaust und Vernichtungskrieg ausklammere.
Arnulf Baring (Die Welt) lobte Knabes Buch Die Täter sind unter uns von 2007 als weiteren Versuch, die Öffentlichkeit vor dem Fortwirken der totalitären DDR-Tradition zu warnen. Dass dies die weit größere Gefahr für die Bundesrepublik als eine Wiederkehr des Faschismus sei, habe er sorgfältig dokumentiert. So habe er an das Verschwinden des SED-Vermögens ab 1990 erinnert, dies auf „kriminelle Energie“ der damaligen PDS zurückgeführt, auf auffällig hohe Parteispenden hingewiesen und problematische Lebensläufe führender Linker ausführlich dargestellt.
Günter Hellmich (Deutschlandfunk) kritisierte 2009, Knabes Buch biete trotz des Titels keine neuen Fakten oder Quellen über die Linkspartei. Das Buch sei ein „Munitionsdepot“ für deren politische Gegner. Knabe stelle die Parteigeschichte nicht als Historiker, sondern als Anwalt der Stasi-Opfer dar. Er gestehe Stasimitarbeitern und SED-Kadern auch nach 20 Jahren keine Haltungsänderung zu. Er unterscheide untergeordnete Personenschützer des MfS nicht von hauptamtlichen IMs, damalige SED-Nachwuchskader nicht von staatlichen Funktionsträgern. Er betrachte das MfS wie die Gestapo, die SED wie die NSDAP und billige nur früheren Vertretern der Blockparteien Lernfähigkeit zu. Wie die SED für den Wirtschaftskollaps der DDR, so mache er die PDS ohne Belege für heutige Wirtschaftsprobleme der neuen Länder verantwortlich. Zugleich werfe er der mitregierenden Berliner PDS das Mittragen der Sparpolitik vor. Oft gehe er „besonders kreativ“ mit Fakten um, etwa indem er den Namenswechsel der SED zur PDS als Tarnung darstelle, obwohl die WASG den neuen Namen gefordert habe. Er passe alle Fakten seiner These an, dass die Linkspartei noch immer dasselbe wolle wie die SED, und bewerte alle gegenteiligen Indizien als unglaubwürdig. Er plädiere für eine Gleichbehandlung von „rot = braun“: Darum habe die historische Wahrheit über die Linke bei ihm keine Chance.
Sebastian Klinge sah Knabes Darstellung als Symptom einer Diskussion über die Latenz der DDR und deren Historie. So übertrage er den Anfang aus dem Kommunistischen Manifest über das in Europa umgehende Gespenst des Kommunismus auf die Linkspartei von 2009, die für ihn durch ihre ständigen Umbenennungen ihre Spuren verwischt habe und deshalb ein Trojanisches Pferd der alten SED-Kader sei.
Laut Christoph Seils (Die Zeit, 2006) vertritt Knabe einen „totalitaristischen Diktaturbegriff“ und stellt die SED-Diktatur häufig vergleichend der Zeit des Nationalsozialismus gegenüber, etwa indem er die Ungleichbehandlung von Opfern beider deutscher Diktaturen bei Opferpensionen kritisierte. Christoph Kleßmann (Die Zeit, 2009) sah in Knabes Darstellung einer gescheiterten DDR-Aufarbeitung von 2007 einen „missionarischen Eifer“. Mechthild Küpper kritisierte, Knabe erhebe die „IM-Akte zum einzigen Werturteil“ über Mitglieder der Linkspartei und vernachlässige, „wie sich die Menschen seitdem zu ihrer Vergangenheit verhalten haben und was sie seitdem geleistet haben“. Auch der Soziologe Urs Müller-Plantenberg kritisierte, Knabe stütze sich fast nur auf IM-Spitzelberichte und interne Stasi-Protokolle, ohne ausreichende Quellenkritik. Günther Heydemann (Hannah-Arendt-Institut für Totalitarismusforschung) hält Knabes Darstellung der Auslandsaktivitäten des MfS, speziell in der Bundesrepublik, für einseitig und unhaltbar.

## Publikationen
Herausgeber
- Inhaftiert in Hohenschönhausen. Zeugnisse politischer Verfolgung 1945–1989. Nicolaische Verlagsbuchhandlung, Berlin 2015, ISBN 978-3-89479-947-2.
- Die vergessenen Opfer der Mauer. Inhaftierte DDR-Flüchtlinge berichten. List, Berlin 2009, ISBN 978-3-548-60883-9.
- Gefangen in Hohenschönhausen. Stasihäftlinge berichten. List, Berlin 2007, ISBN 978-3-548-60741-2.
- Aufbruch in eine andere DDR. Reformer und Oppositionelle zur Zukunft ihres Landes. Rowohlt, Reinbek bei Hamburg 1989, ISBN 3-499-12607-9.

Autor
- Nazis in der DDR: Die Legende vom antifaschistischen Staat. Propyläen, Berlin 2020, ISBN 3-549-07450-6
- Die Wahrheit über die Linke. List, Berlin 2010, ISBN 978-3-548-60964-5.
- Die Täter sind unter uns. Über das Schönreden der SED-Diktatur. Propyläen, Berlin 2007, ISBN 978-3-549-07302-5.
- Tag der Befreiung? Das Kriegsende in Ostdeutschland. Propyläen, Berlin 2005, ISBN 3-549-07245-7 [Neuauflage 2025: ISBN 978-378-443740-8].
- mit Peter Erler: Der verbotene Stadtteil. Stasi-Sperrbezirk Berlin-Hohenschönhausen. Jaron, Berlin 2005, ISBN 3-89773-506-7.
- Stätten der DDR-Diktatur. Jaron, Berlin 2004, ISBN 3-89773-225-4.
- 17. Juni 1953. Ein deutscher Aufstand. Propyläen, Berlin 2003, ISBN 3-549-07182-5.
- Der diskrete Charme der DDR. Stasi und Westmedien. Propyläen, Berlin 2001, ISBN 3-548-36389-X.
- Die unterwanderte Republik. Stasi im Westen. Propyläen, Berlin 1999, ISBN 3-548-36284-2.
- West-Arbeit des MfS. Das Zusammenspiel von „Aufklärung“ und „Abwehr“. Ch. Links, Berlin 1999, ISBN 3-86153-182-8 (Buchauszug online)
- Die Rechtsstelle des MfS (= Klaus-Dietmar Henke et al. (Hrsg.): Anatomie der Staatssicherheit. Geschichte, Struktur und Methoden. MfS-Handbuch. Teil 3: Wichtige Diensteinheiten. 4). Der Bundesbeauftragte für die Unterlagen des Staatssicherheitsdienstes der Ehemaligen Deutschen Demokratischen Republik – Abteilung Bildung und Forschung, Berlin 1999, urn:nbn:de:0292-97839421302195.
- Umweltkonflikte im Sozialismus. Möglichkeiten und Grenzen gesellschaftlicher Problemartikulation in sozialistischen Systemen. Eine vergleichende Analyse der Umweltdiskussion in der DDR und Ungarn. Verlag Wissenschaft und Politik, Köln 1993, ISBN 3-8046-8791-1.
- mit János Kalmár, Alfred Komarek: Budapest. Bucher, Berlin / München 1991, ISBN 3-7658-0681-1.
- Ungarn. Ein Reisebuch in den Alltag. rororo, Reinbek 1988, ISBN 3-499-17584-3.
- Neue soziale Bewegungen im Sozialismus. Zur Genesis alternativer politischer Orientierungen in der DDR. Kölner Zeitschrift für Soziologie und Sozialpsychologie, Jahrgang 40 (1988), Heft 3, S. 551–569.
- Klaus Ehring, Martin Dallwitz (Pseudonyme für Hubertus Knabe und Ulrich Mickan): Schwerter zu Pflugscharen. Friedensbewegung in der DDR. Rowohlt, Reinbek bei Hamburg 1982, ISBN 3-499-15019-0.